# Бородинский памятник
Монуме́нт геро́ям Бороди́нского сраже́ния — главный памятник-монумент в государственном Бородинском военно-историческом музее-заповеднике, посвящённый Бородинскому сражению 1812 года.

## История
В 1835 году российским императором Николаем I было принято решение об установке 16 чугунных монументов в местах важнейших сражений Отечественной войны. Конкурс на лучший проект памятника, объявленный Академией художеств, выиграл петербургский архитектор Антонио (Антон Устинович) Адамини, итальянец швейцарского происхождения. Главой комиссии по возведению памятников был назначен министр финансов Е. Ф. Канкрин. 15 ноября 1835 года император утвердил его доклад о возложении на петербургский Александровский литейный завод отливки и постановки 16 памятников, предназначенных к сооружению на местах сражений 1812 года, которые были разделены по величине, оформлению и важности на три класса: 1-го класса — один памятник (в честь Бородинского сражения), 2-го класса — 10 (в Тарутине, Малоярославце, Красном, Студенке, Клястицах, Смоленске, Полоцке, Чашниках, Кулаково и Ковно) и 3-го класса — 5. Но установлено было только семь памятников: на Бородинском поле, в Клястицах, Ковно, Красном, Малоярославце, Полоцке и Смоленске.
Памятник на полях Бородина был торжественно открыт 26 августа 1839 года в присутствии императора и 100 тысячного войска.
На церемонии открытия памятника император Николай I зачитал торжественную речь, после чего был дан салют из орудий и из приходской церкви Смоленской иконы Божией Матери села Бородино двинулся крестный ход с иконами и хоругвями. У подножия памятника, участников крестного хода встречали собранные внутри решётки ветераны 1812 года и высшие военные лица, участвовавшие в Бородинском сражении. Московский митрополит Филарет совершил торжественное молебствие в честь императора Александра I и всех воинов убитых и раненых в сражении. После богослужения артиллерия произвела 792 выстрела в воздух.
Ежегодно, до революции 1917 года, у монумента героям Бородинского сражения, совершался 26 августа крестный ход. В этот день всё Можайское духовенство шествовали из церкви села Бородино к памятнику, где перед иконой Спасителя, на первой грани, совершали молебен, а потом на могиле князя П. И. Багратиона провозглашали Вечную память воинам, павшим в этот день за Отечество. Затем крестный ход шёл через село Семёновское к Спасо-Бородинскому монастырю, где его встречал архимандрит Можайского Лужецкого монастыря с братией. После чего все шли в летний храм Владимирской иконы Божией Матери, где проходила литургия, а потом совершалась панихида по убитым на Бородинском поле. В заключении торжества крестный ход обходил вокруг монастыря.
Памятник был разрушен в 1932 году, как «не имеющий ни исторической, ни художественной ценности». Пострадал и склеп с прахом князя П. И. Багратиона. В 1987 году памятник и надгробие на могиле князя П. И. Багратиона были воссозданы в прежних формах и размерах.

## Описание
Разработанный художником Антоном Устиновичем (Антонио) Адамини проект памятника был высочайше утверждён императором в 1835 году. Памятник сооружён архитектором Фёдором Михайловичем Шестаковым. Торжественная закладка состоялась 26 августа 1837 года, в день 25-летия годовщины сражения. Памятник поставлен на самом возвышенном месте, где была батарея Н. Н. Раевского и служил краткой летописью всей Бородинской битвы.

### Общий вид памятника
Высокая чугунная колонна с золочёным крестом на верху, стоящая на постаменте с тремя ступенями. Средняя часть памятника имеет форму усечённой восьмиугольной пирамиды, на восьмиугольном цоколе, с 8-ю колоннами кругом, соединёнными аркадой, со столькими же нишами между ними. Верх памятника увенчан чешуйчатой главою с крестом. Высота памятника с крестом 91 фут (27,5 метров), ширина около 11 футов.

### Надписи на памятнике[3]
На первой грани, обращённой к западу, откуда наступала армия Наполеона, под стеклом изображён Нерукотворный образ Христа Спасителя, а под ним крупными буквами на русском языке дореволюционной орфографии: «В НЁМ СПАСЕНИЕ», ниже в две строки: «БОРОДИНСКОЕ СРАЖЕНИЕ 26 АВГУСТА 1812 ГОДА». На второй грани в 9 строк надпись: «Кутузов, Барклай-де-Толли, Багратион. Русских было в строю: Пехоты — 85.000 человек, Конницы — 18.200, Казаков — 7.000, Ополчения — 10.000, Орудий — 640».
На третьей грани в 7 строк: «Умерли за Отечество. Полководцы: Багратион, Тучков 1-й, Тучков 4-й, граф Кутаисов. Всем прочим Слава!». На четвёртой грани в 10 строк: «Властолюбие неограниченное изумило Европу и успокоились посреди пустынь океана. Москва занята неприятелем 2 сентября 1812 года. Александр 1-й вступил в Париж 19 марта 1814 года.» На пятой грани в 13 строк перечислены все те нации, войска которых сражались на полях Бородина: «Франция, Италия, Неаполь, Австрия, Бавария, Виртембергия, Саксония, Вестфалия, Пруссия, Голландия, Испания, Португалия, Польша, Швейцария и Германский союз. Всех 20 языков. Вывели в строй: Пехоты — 145.000 человек, Конницы — 40.000, Орудий — 1.000.», под чертой надпись: «Открыт 26 августа 1839 года.».
На шестой грани в 7 строк: «Европа оплакала падение храбрых сынов своих на полях Бородинских. Убито: Генералов — 9, Воинов — до 20.000. Ранено: Генералов — 30, Воинов — 40.000.». На седьмой грани в 3 строки: «Отступили с честью, чтобы победить. Вторгнулось в Россию 554.000 человек, возвратилось 79.000.». На восьмой грани в 7 строк: «1838. Благодарное Отечество положившим живот на полях чести. Русских: Убито: Генералов — 3, Воинов — до 15.000, Ранено: Генералов — 12, Воинов — 30.000.».
С восточной стороны, возле самого памятника, покоится тело генерала от инфантерии князя Багратиона Петра Ивановича, на могиле которого видна гранитная плита с надписью золотыми буквами в 8 строк: «Генерал от Инфантерии князь Пётр Иванович Багратион. Командовавший второю западною армиею. Ранен в сражении под Бородиным 26 августа 1812 года. Скончался от ран 12 сентября 1812 года на 47-м году от рождения.».
Перед открытием памятника прах князя П. И. Багратиона был перевезён туда из села Симы, Юрьевского уезда, Владимирской губернии, где князь скончался и первоначально был погребён.

## Память об открытии
- За проект памятника художник А. У. Адамани пожалован от императора в подарок бриллиантовый перстень, архитектор Ф. М. Шестаков к этому времени уже умер.
- В память открытия Бородинского памятника, по велению императора Николая I, были отчеканены серебряные монеты полуторарублёвого (по другим данным, рублёвого)[5] достоинства. На лицевой стороне: портрет императора Александра I, обращённого вправо. По окружности надпись: «Александр первый б. м. император всерос». На оборотной стороне: по середине изображён сам памятник, а по окружности надпись: «Бородино 26 августа 1812 г. открыт 26 августа. 1839 г.». Под обрезом: 1,½ рубля. Автором штемпелей для памятной монеты выступил медальер Андрей Игнатеьвич Губе[5].